# SPIRou
SPIRou (仏: SPectropolarimètre InfraROUge)とはハワイ・マウナケア天文台群にあるカナダ・フランス・ハワイ望遠鏡で使用されている天体観測装置である。この装置は視線速度法向けの高精度・高分散分光器と、偏光観測機能付き分光器との2つの機能を併せ持っている。

## 目的
SPIRouの目的の一つは赤色矮星の惑星系を視線速度法を通じて観測することである。可視光よりも赤外線を多く放出する赤色矮星を観測するにあたって、近赤外線波長をカバーするSPIRuは有用である。
もう一つの目的は、2004年よりCFHTで使用されている偏光分光器ESPaDOnSの後継機となることである。ESPaDOnSはこの種の分光器の先駆的な存在で恒星の磁場の観測に大きな成果を上げた。偏光観測能力は恒星の活動を観測・研究するにあたって有用である。一般的に赤色矮星はより質量の大きい恒星と比べて磁場が強く活動性が高く、視線速度法の観測において好ましくない恒星由来の視線速度ノイズをもたらす傾向にあるため、恒星の活動をモニタリングできるSPIRouの偏光観測能力は視線速度観測能力との組み合わせで赤色矮星の惑星系の研究に効果を発揮することが期待されている。
SPIRouの偏光観測能力は、赤色矮星だけでなく、様々な種類の恒星や、形成途上にある惑星系の磁気的環境を研究する上でも大いに役立つ。

## 歴史
SPIRouの開発はフランスのミディ・ピレネー天文台の天文学・惑星科学研究所　(IRAP)が中心となり、カナダ・スイス・ポルトガル・ブラジル・台湾が加わっている。組み立てと実験室試験はIRAPの施設で行い、2017年12月にフランスのトゥールーズからハワイのCFHTへ輸送された。2018年2月にはSPIRouの本体が望遠鏡のクーデ焦点室に設置された。同年5月にCFHTはハワイ地震に見舞われ、設置作業が終わったばかりのSPIRouも影響を受けた。調査ではこの地震の前後で視線速度の測定値に数十m/sレベルの突発的な変動が生じたことが発見された。またこの地震後にSPIRouは以前と比べて外部から伝わる振動によって誤差が生じやすくなっていることも判明した。これら問題は回折格子の取り付け部に亀裂が入ったことが原因と推定され、2021年に部品を交換して後者の問題は改善した。
実地試験は2018年を通じて行われ、2019年1月に最終審査を通過し、2月には科学観測を開始した。その後、2019年8月と12月に冷却システムのモーターが故障して修理と再冷却のため観測が中断した。またSPIRou設置前には12℃だったクーデ室の室温が設置後に20℃に上昇するという問題も発生しており、熱ノイズを避けるために室温抑制策が講じられている。
SPIRouは当面はSLS (SPIRou Legacy Survey)と呼ばれる太陽系近傍の赤色矮星を対象にした大規模サーベイのために優先的に使用される。SLSには2019年から2022年にかけてCFHTの占有時間300夜分が割り当てられている。このサーベイではおよそ60個の惑星を発見することが期待されている。

## 設計
SPIRouは近赤外線高分散分光器で、分散にはエシェル回折格子を使用し、望遠鏡から装置本体への導光に光ファイバーを使用している。これらの構造は高分散分光器としては一般的なものである。SPIRouの制御システムはCFHTかそれと類似した望遠鏡での使用を前提に設計されている。
SPIIRouの設計はHARPSやESPaDOnSを参考にしている。特に高精度分光器としての要素はHARPS、偏光分光器としての要素はESPaDOnSの設計を受け継いでいる。
波長カバー範囲は近赤外線のYJHKバンド（波長0.9から2.5μｍ）に及び、一回の露光でこの範囲全域のスペクトルを取得できる。偏光観測モードでは偏光の波長強度をスペクトルとして記録できる。波長分解能は75,000程度である。
視線速度の測定精度は数メートル/sのオーダーで、5年間の運用期間を通じて2m/sより良い精度を実現したとされている。
分光器本体は望遠鏡から離れた恒温室に設置され、望遠鏡のカセグレン焦点に接続ユニットを介して光ファイバーで接続される。接続ユニット（カセグレンユニット）は偏光器を内蔵しており、偏光観測モードの設定に応じてここで望遠鏡で集めた光から偏光を取り出したう上で光ファイバーへ送る（偏光器を使わずに通常のスペクトルを取得することもできる）。
分光器本体は冷温容器に収められ、73.5ケルビン（-199.65℃）に冷却した上で温度の変動が2ミリケルビン (mK) 以下となるように厳密に温度制御される。実験室試験では温度変動の二乗平均平方根が0.2mKという温度安定性を達成している。
SPIRouは2010年代になって多く開発された視線速度法用赤外線分光器の一つに位置づけられる。その中でもSPIRouの偏光観測能力はユニークなものである。
較正ユニットはほぼHARPSと同じ設計で、HARPSと同じくホロカソードランプが発する輝線を利用して較正する方式になっている。
スペクトルはH4RGイメージセンサー（画素ピッチ15μm, 画素数4k×4k）に投影されて記録される。センサーで取得したデータはAPEROという名前のデータパイプラインで処理され、デジタルデータ化された電磁スペクトルとして出力される。APEROはSPIRou用に開発されているが完全に専用というわけではなく他の同種の装置に応用することも可能とされ、例としてNIRPS分光器向けに修正された実装が公開されている。
偏光分光器としての設計は以前からCFHHTで使用されている同種の装置であるESPaDOnSを参考にしており、偏光観測ユニットの設計はESPaDOnSから受け継いでいる。